# Neith
Neith (còn viết là Nit, Net, Neit) là một nữ thần của Ai Cập cổ đại. Bà là nữ thần bảo trợ của vùng Hạ Ai Cập, đặc biệt là Sais. Theo thuyết vũ trụ của Iunyt (Esna), Neith là người khai sinh ra thế giới và là mẹ của thần mặt trời Ra. Bà cũng được cho là mẹ của thấn cá sấu Sobek và con rắn Apep - kẻ thù của Ra. Đôi khi bà được miêu tả là đội vương miện của Hạ Ai Cập.

## Biểu tượng
Biểu tượng của Neith mang 2 ý nghĩa: một chiếc khiên với 2 mũi tên bắt chéo nhau hoặc một con thoi dệt vải. Có vẻ như biểu tượng mũi tên - lá chắn phù hợp với bà hơn vì trong thời kỳ Sơ triều đại, bà được coi là nữ thần chiến tranh và săn bắn với tên gọi "Người đàn bà của những cái cung" hay "Người điểu khiển tên bay".
Không rõ tại sao người ta lại gán ghép hình ảnh con thoi dệt vào biểu tượng này. Một số truyền thuyết cho rằng Neith đã tạo ra thế giới bằng cách dệt, hoặc bà có liên quan đến việc may những tấm vải bọc xác ướp (công việc của Nephthys).

## Gia đình
Mối quan hệ gia đình của bà khá phức tạp. Vào thời kỳ Cựu vương quốc, bà được cho là vợ của Set. Dưới vương triều thứ 5, Neith lại được coi là vợ của Sobek chứ không phải mẹ của ông. Tại Thượng Ai Cập, bà lại là vợ của Khnum.

## Thần thoại
Neith là một nữ thần mạnh mẽ và luôn đưa ra những phán quyết đúng đắn. Theo thần thoại, bà đã tuyên bố rằng Horus là người sẽ cai trị Ai Cập, buộc Set phải rút lui. Để an ủi Set, bà đã tặng ông 2 nữ thần ngoại bang là Anat và Astarte làm vợ.
Bà là một trong 4 vị nữ thần được tạc tượng để canh giữ xác ướp của pharaoh Tutankhamun (3 người còn lại là Isis, Nephthys và Serket). Bà cũng là vị thần bảo trợ cho Duamutef, một trong 4 người con của Horus, vị thần canh giữ dạ dày của người chết.
Dưới hình dạng một con bò, Neith được cho là liên kết với cả Nut và Hathor. Vào thời kỳ Sơ triều đại, bà được gọi là "Người mở đường", không chỉ vì sự lãnh đạo của bà trong những cuộc săn bắn và chiến tranh, mà còn là một người hộ tống các linh hồn về miền cực lạc.
Herodotus là một lễ hội tôn vinh Isis - Neith hằng năm. Đèn và đuốc được đốt cháy đến hết buổi lễ.